# Feuertempel

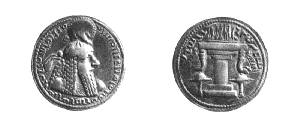
Münze von Ardaschir I. mit der Darstellung eines Feueraltars

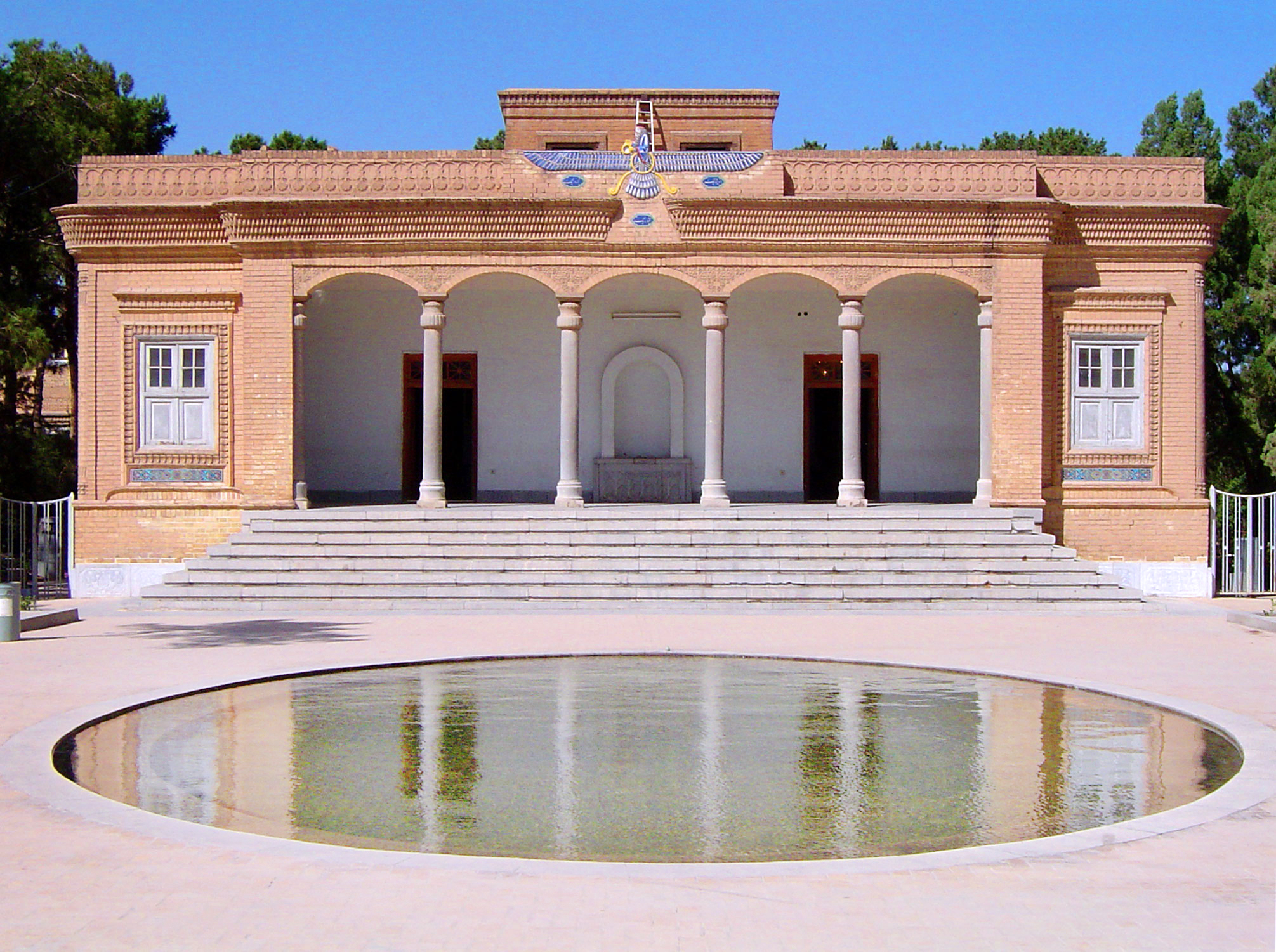
Feuertempel in Yazd

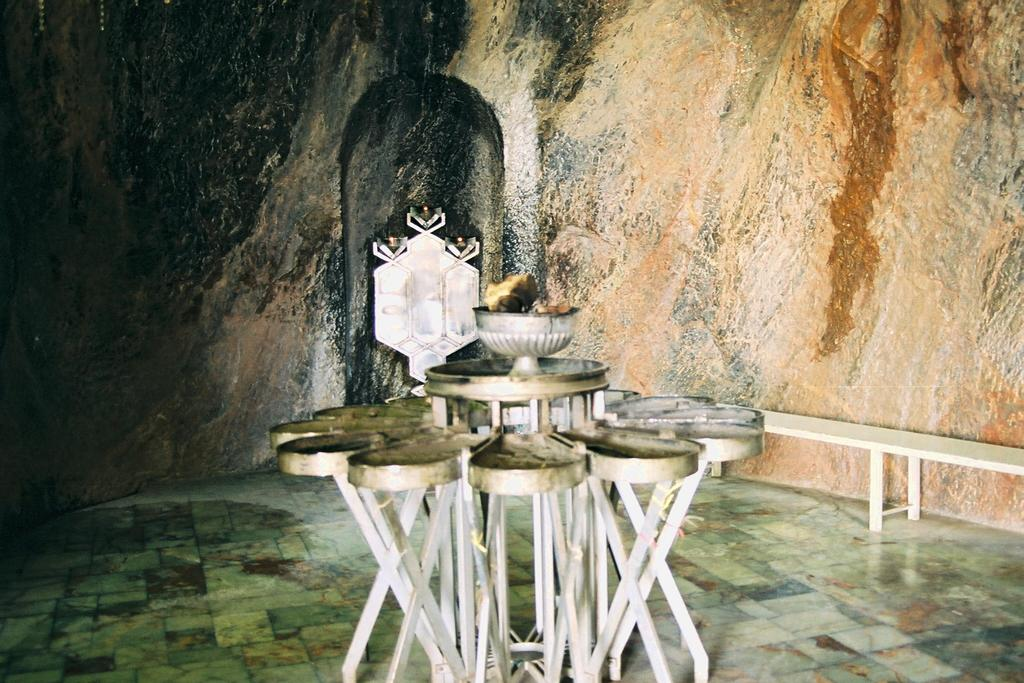
Tschak Tschak: im Schrein

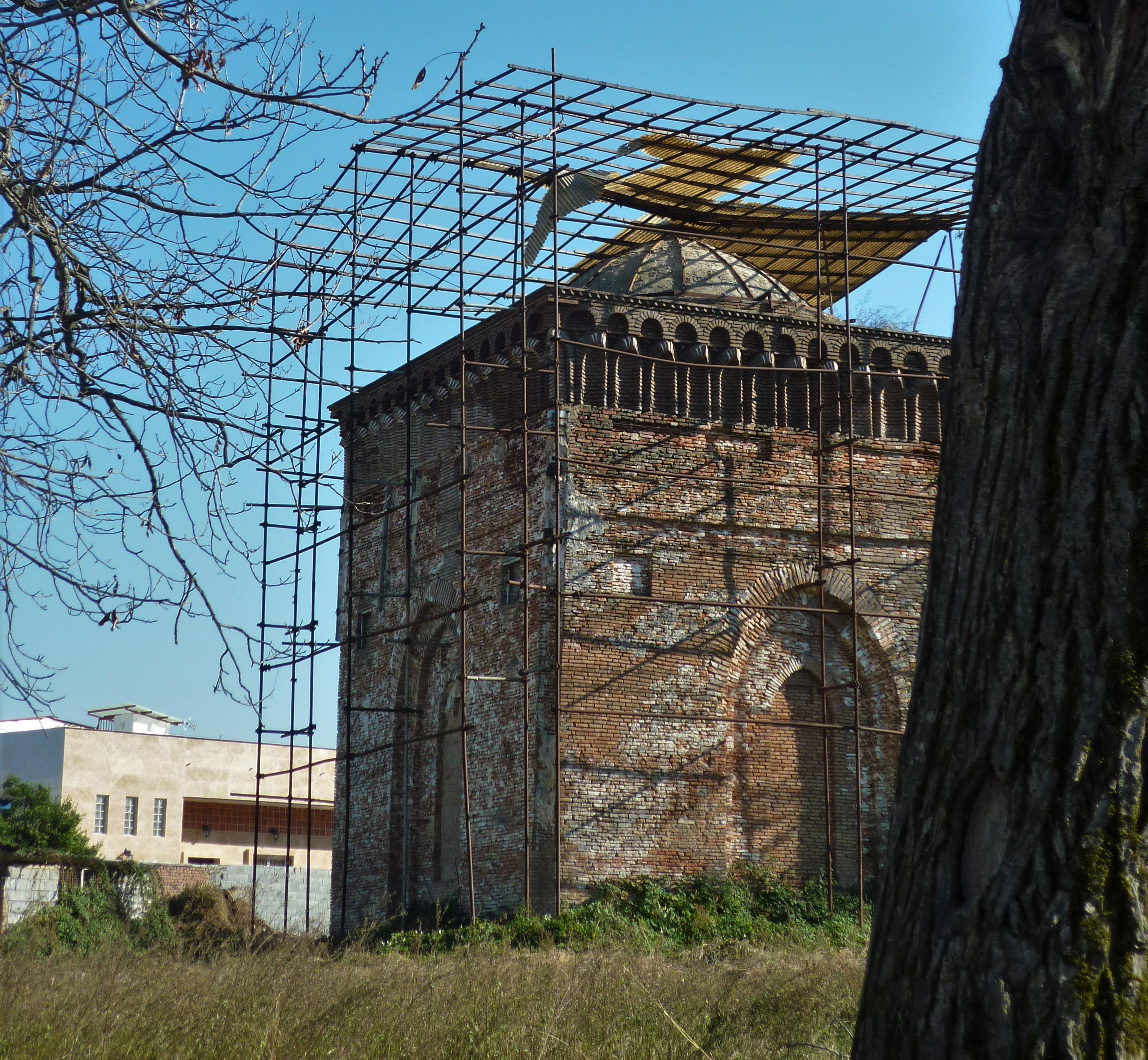
Feuertempel in Amol

Ein Feuertempel oder Feuerheiligtum (persisch آتشکده Āteschkadeh; in Indien Agiary) ist der Verehrungsort im Zoroastrismus. Der Tempel ist als Gebäude und mit seinen damit verbundenen sakralen Handlungen Begegnungsstätte des Menschen mit dem Göttlichen.
Ein Feuertempel besteht normalerweise aus einer Halle mit verschiedenen kleinen Räumen, deren heiligster das Heilige Feuer beherbergt. Hier zelebrieren Priester und Gläubige Rituale und Gesänge. Die wichtige Rolle, die das Feuer in den iranischen Religionen stets spielte, wandelte sich dabei im Laufe der Zeit. Im heutigen Mazdaismus bzw. Zoroastrismus gilt Feuer als reinigende Kraft und wird mit der Wahrheit (Asha: Recht, Ordnung) identifiziert, und entsprechend mit dem Amesha Spenta Asha Vahishta assoziiert. Es gibt drei Grade des Feuers: Atash Dadgah, Atash Adaran und Atash Behram, wobei letzteres das heiligste ist.

## Geschichte
Ein sehr früher Feuertempel wurde in Tempel von Topaz Gala depe, in Turkmenistan ausgegraben und datiert ins 9. Jahrhundert v. Chr. Verschiedene andere Tempelbauten aus Zentralasien, wie z. B. Kindyktepa, können auch als Feuertempel interpretiert werden und datieren zum Teil in die Zeit des Achämenidenreiches.
Der wohl älteste (sicher als Feuertempel) überdachte Feuertempel findet sich bei Kuh-e Khwaja aus seleukidischer oder frühparthischer Zeit, wo das Feuer wohl in einem innersten Heiligtum untergebracht war. Vor allem aus sassanidischer Zeit sind dann große Feuertempel wie das Adur-i Guschnasp auf dem Tacht-e Suleiman bekannt. Nach der islamischen Eroberung Persiens wurden die meisten Feuertempel im Laufe der Zeit zerstört oder in Moscheen umgewandelt. In neuerer Zeit wurden auch in Iran mehrere Feuertempel rekonstruiert, da der Zoroastrismus dort heute geduldet wird. 1978 wurde in Isfahan ein moderner Feuertempel erbaut.
Das Zentrum des iranischen Zoroastrismus ist heute Yazd. Dort wurde 1934 auf einem Grundstück indischer Parsen ein Feuertempel errichtet, dessen Feuer aus Ardakan stammen und seit 470 n. Chr. nicht erloschen sein soll. In den Bergen der Umgebung befinden sich mehrere zoroastrische Pilgerstätten (Seti Pir, von pir „alter, weiser Mann“). Die heilige, in einem Hügel befindliche Tropfsteinhöhle Pir-e Sabz (auch, lautmalend die herabfallenden Wassertropfen dort beschreibend, Tschak Tschak genannt; daneben auch Tschāhak-e Ardakān) liegt etwa 55 Kilometer in nordöstlicher Richtung von Yazd entfernt nahe der Stadt Ardakan.

## Die sieben berühmten Feuertempel der Antike
- Azer Mehr (persisch آذر مهر) (auch Azar, mittelpersisch Adur, sowie Atash oder Atasch)
- Azer Bahram (persisch آذر  بهرام)
- Azer Nusch (persisch آذر  نوش), Tacht-e Rostam (Balch) bzw. Nusch Azar (Nūš Āzar) bzw. Nau Bahar und Tachte i Soleiman bei Täbris
- Azer Bahrin (persisch آذر برین)
- Azer Aien (persisch آذر آیین)
- Azer Chorin (persisch آذر خرداد), Sonne betreffend, Azar Chordad bzw. Naqsch-e Rostam bei Schiras, selten auch Tachte Rostam (Tafel von Rostam), Naqsch bedeutet Muster
- Azar Zurduscht (persisch آذر زردشت)

Bei den sieben Feuertempeln handelt es sich um ehemalige Feuerstellen, deren Andenken bei heutigen Zoroastriern besonders gepflegt wird. Unter den Sassaniden gab es zudem noch drei große „Reichsfeuer“, die für die Könige von besonderer Bedeutung waren. Heute gibt es im Iran noch einige Feuertempel, deren Feuer laut zoroastrischer Tradition niemals gelöscht worden sind, z. B. in Yazd.

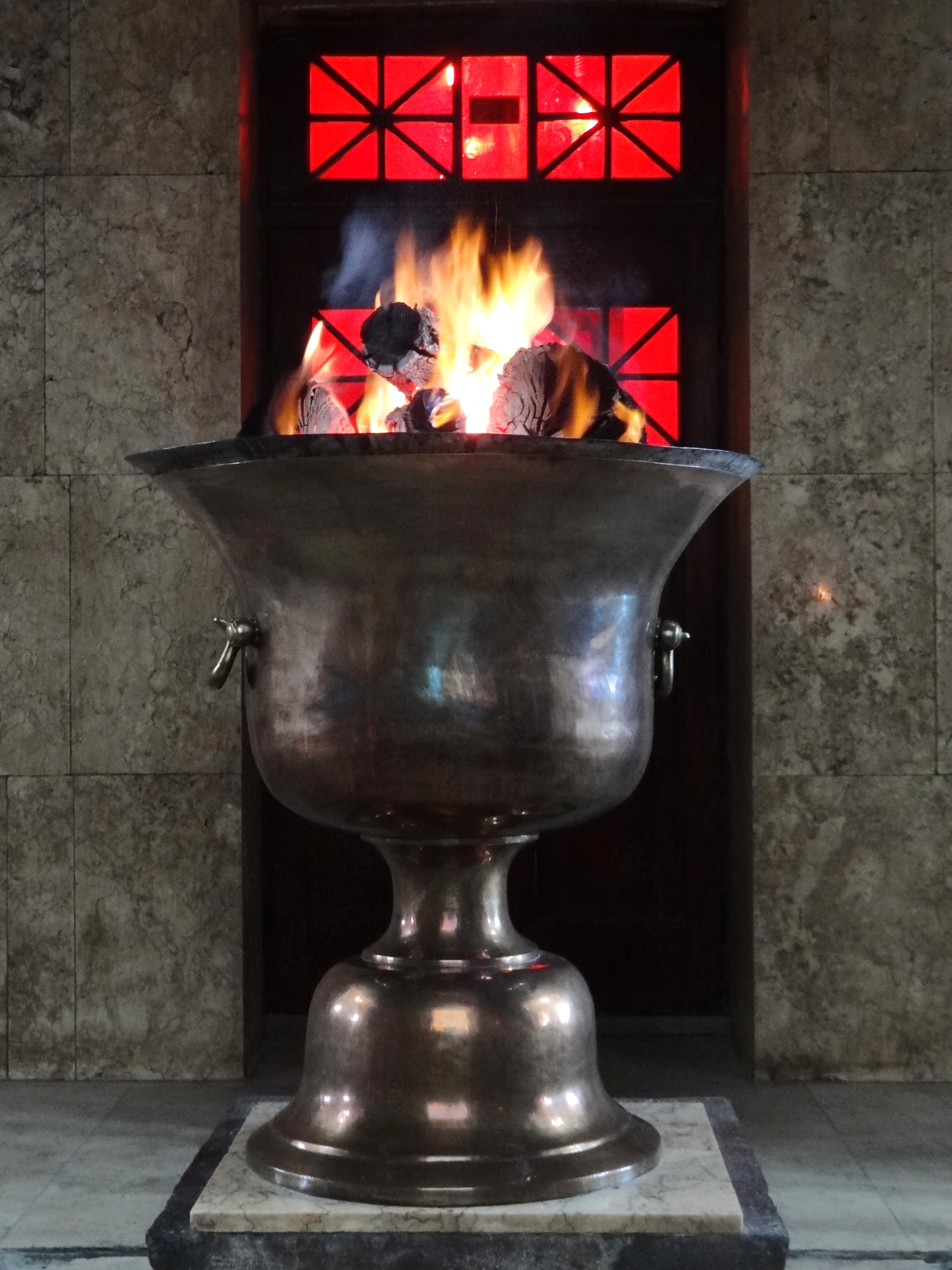
Feuertempel in Yazd. Besucherraum, Feuer hinter einer Glasscheibe

Diese Feuerstellen standen mit sieben höchsten Geistern im Reich des Lichts bzw. von Feuern und mit sechs Sternzeichen bzw. Monaten in einem Zusammenhang:
1. Barzisavah (Feuer zur Ehre von Ahura Mazda)
2. Vohufrayana (Feuer zur Ehre von Menschen und Tieren)
3. Urvazischta (Feuer zu Ehre von Pflanzen)
4. Vazischta Feuer von Donner bzw. Azarrachsch (Blitz-Feuer, Rachsch ist Name des Pferdes von Rostam)
5. Spandscharusch (Riesenfeuer)
6. Nava Vihara = Nau Bahar (Feuer im Neuen Frühling vorher Neuer Balch)
7. Spanischta = Spanta Heiliges Feuer, Feuer des Zoroasters

Die sechs Sternbilder sind:
1. Vohu manah, Bahman: Guter Gedanke (Bahman = Wassermann)
2. Aša vahišta, Ordibehešt: Beste Wahrhaftigkeit/Rechtschaffenheit (Ordibehešt = Stier)
3. Xšathra vairya, Šahrivar: Herrschaft (Šahrivar = Jungfrau)
4. Spenta armaiti, Esfand: Heiliger Gedanke, Heilige Demut/Frömmigkeit (Esfand = Fische)
5. Haurvatat, Ḫordad: Reife, Ganzheit (Hordad bzw. Chordad = Zwillinge Wohlbefinden)
6. Ameretat, Amordad: Unsterblichkeit (Amordad bzw. Mordad = Löwe)